# Adolphus FitzClarence
Chuẩn Đô đốc Lord Adolphus FitzClarence GCH ADC (18 tháng 2 năm 1802 – 17 tháng 5 năm 1856) là một sĩ quan thuộc Hải quân Vương thất Anh và là con ngoại hôn của William IV của Liên hiệp Anh và người tình lâu năm là Dorothea Jordan. Adolphus FitzClarence gia nhập hải quân vào năm 1813 và gia nhập hạm đội hạng tư và tham gia Chiến tranh Hoa Kỳ–Anh Quốc (1812), bao gồm cả cuộc phong tỏa và truy đuổi tàu USS Constitution không thành công vào năm sau đó. Adolphus FitzClarence thường xuyên phục vụ ở khu vực Biển Địa Trung Hải. Dưới sự bảo trợ của Chuẩn đô đốc Sir Thomas Fremantle, Adolphus tiếp tục được đào tạo về hải quân từ Chỉ huy William Henry Smyth và phục vụ tại Quần đảo Ionia, ủng hộ sự trung lập của Anh trong Chiến tranh giành độc lập Hy Lạp.